# Картер
Картерът е металното неподвижно тяло на двигател с вътрешно горене. Разположен е в долната част от цилиндровия блок и е опора за монтажа на коляновия вал, маслената помпа и други важни части свързани с управление на горивния цикъл на двигателя.
Картер се нарича и корпуса на редукторите с различно приложение, както и скоростните кутии на транспортните средства. Формата и предназначението на картера е подобно – да бъде опора и защита на работните детайли, както и да обезпечава мазането, събирането и съхранението на мазителната течност, независимо от вискозитета ѝ.
Картерът обикновено представлява призматично-корпусен неразглобяем възел. Изработването му се изпълнява от една отливка, поради което понякога целия корпус се нарича цилиндров блок, независимо от различните функции на двете части на този корпус. За четиритактовия двигател с вътрешно горене е характерно това, че всички възли от двигателя разположени в зоната на картера, се закрепват неподвижно към неговия блок. Картерът е масивен, за да се осъществи надеждно закрепване при работата на коляно-мотовилковия механизъм и да изпълни предназначението си въпреки високите ударни натоварвания и вибрации. Под картера плътно с уплътнителни елементи се монтира кутиеобразeн капак за събиранe на смазочното масло и служи за негов резервоар. Обикновено този възел се изработва от ламарина, пресована с необходимите форма и размери за конкретния двигател.

## Картер на двутактов двигател
При двутактовия двигател картерът е масивен, както като част от цилиндровия блок, така и капакът под него. Двете разглобяеми части имат важната функция да служат едновременно за опора и за лагеруване на коляно-мотовилковия механизъм. Затова закрепването на двата елемента на картера е с мощна силова връзка. Повърхностите на картерната част от цилиндровия блок и капакът му са прецизно обработени по двойки, така че да се монтират един към друг без уплътнителни елементи. Тази операция е много важна, защото не трябва да се допуснат луфтове при монтажа на коляно-мотовилковия възел, а така също и да се обезпечи херметичност на картера при образуването на горивната смес. Поради принципа използван в двутактовия двигател, пространството на картера се пълни с горивна смес и участва в газоразпределението при движението на коляновия вал по време на работните тактове чрез специално направените преливни канали към работното пространство над буталото.